# Emil Erckens
(Johann) Emil Erckens (* 29. April 1863 in Burtscheid; † 7. Juli 1927 in Grevenbroich) war ein preußischer Unternehmer, Landrat des Kreises Grevenbroich und Unternehmer.

## Leben
Der seit 1886 verheiratete Emil Erckens war ein Sohn des Unternehmers Oskar Erckens und Eigentümers der Firma Johann Erckens Söhne in Burtscheid und Erckens & Co. Baumwollspinnerei und -weberei in Grevenbroich. Nach dem Tod seines Vaters im Jahr 1901 war Erckens Vorsitzender des Aufsichtsrates und Teilhaber der Firma Erckens & Co. Baumwollspinnerei und -weberei in Grevenbroich.
1907 wurde Emil Erckens der Titel Kommerzienrat verliehen. Der Kreisdeputierte Erckens wurde für den Zeitraum vom 4. August 1914 bis zum 14. September 1916 auftragsweise mit den Amtsgeschäften als Landrat des Kreises Grevenbroich betraut.
Erckens war verheiratet mit Clara Wilhelmina Croon (1867–1951) aus Mönchengladbach, mit der er unter anderem die Söhne Oskar (* 1892) und Emil (* 1895) bekam, die später als Vorstandsmitglieder die Leitung des elterlichen Unternehmens in Grevenbroich übernahmen.